# Priore generale dei Carmelitani
Il priore generale dei Carmelitani è il moderatore supremo dell'Ordine della Beata Vergine del Monte Carmelo, anche conosciuto come Ordine dei carmelitani.

## Cronotassi dei priori generali
| N° | Immagine | Priore generale                    | Nazionalità            | Mandato              | Note                                                                                                |
| -- | -------- | ---------------------------------- | ---------------------- | -------------------- | --------------------------------------------------------------------------------------------------- |
|    |          | Bertoldo di Calabria               | Limoges, Francia       | 1154-1195            | Accettato da Brocardo come priore.                                                                  |
| 1  |          | Brocardo                           |                        | 1200 – 1232          | |
| 2  |          | Cirillo di Constantinopoli         |                        | 1232 – 1237          | |
| 3  |          | Berthold                           |                        | 1237 – 1249          | |
| 4  |          | Gottfried                          |                        | 1249 – 1253          | |
| 5  |          | Alain                              |                        | 1253 – 1254          | |
| 6  |          | San Simone Stock                   | Aylesford, Inghilterra | 1254 – 1265          | |
| 7  |          | Nicolas Le Françoi                 |                        | 1266 – 1271          | |
| 8  |          | Radulphe                           |                        | 1271 – 1277          | |
| 9  |          | Pierre de Millaud                  |                        | 1277 – 1294          | |
| 10 |          | Raymond de L’Isle                  |                        | 1294 – 1297          | |
| 11 |          | Gerardo di Bologna                 |                        | 1297 – 1318          | teologo e filosofo scolastico                                                                       |
| 12 |          | Guido Terreni                      |                        | 1318 – 1321          | Filosofo scolastico. Fu vescovo di Maiorca ed Elna.                                                 |
| 13 |          | Giovanni d’Alerio                  |                        | 1321 – 1330          | |
| 14 |          | Pierre de Casa                     | Limoges, Francia       | 1330 – 1342          | Fu vescovo di Vaison (1341-1348) e Patriarca latino di Gerusalemme (1342-1348)                      |
| 15 |          | Pierre-Raymond de Grasse           |                        | 1342 – 1358          | |
| 16 |          | Giovanni Ballistari                |                        | 1358 – 1375          | |
| 17 |          | Bernard Olery                      |                        | 1375 – 1381          | |
| 18 |          | Bernard Olery                      |                        | 1381 – 1384          | Non canonico                                                                                        |
| 19 |          | Michele Aignani                    |                        | 1381 – 1386          | |
| 20 |          | Raymond de Vaquerie                |                        | 1384 – 1389          | Non canonico                                                                                        |
| 21 |          | Jean de Raude                      |                        | 1386 – 1404          | |
| 22 |          | Jean Le Gros                       |                        | 1389 – 1411          | Non canonico                                                                                        |
| 23 |          | Matteo de Bologne                  |                        | 1404 – 1411          | |
| 24 |          | Jean Le Gros                       |                        | 1411 – 1430          | |
| 25 |          | Bartolomeo Roquali                 |                        | 1430 – 1433          | |
| 26 |          | Natale Bencesi                     |                        | 1433 – 1434          | Fu vescovo titolare di Nona                                                                         |
| 27 |          | Giovanni Faci                      |                        | 1434 – 1450          | |
| 28 |          | Beato Giovanni Soreth              | Francia                | 1451–1471            | Fondò le suore carmelitane, seguendo la bolla papale "Cum Nulla" di papa Nicola V emanata nel 1452. |
| 29 |          | Cristoforo Martignoni              |                        | 1471 – 1481          | |
| 30 |          | Guillaume de Domoquercy            |                        | 1481 – 1503          | |
| 31 |          | Pons de Raynaud                    |                        | 1503 – 1512          | |
| 32 |          | Pierre Terrasse                    |                        | 1512 – 1513          | |
| 33 |          | Beato Giovanni Battista Spagnolo   | Ducato di Mantova      | 1513–1516            | |
| 34 |          | Giovanni Batista da Parma          |                        | 1516 – 1517          | |
| 35 |          | Bernardino Landucci                |                        | 1517 – 1523          | |
| 36 |          | Nicolas Audet                      |                        | 1523 – 1562          | |
| 37 |          | Giovanni Batista Rossi             |                        | 1562–1578            | |
| 38 |          | Giovanni Batista Caffardi          |                        | 1578 – 1592          | |
| 39 |          | Giovanni Stefano Chizzola          |                        | 1592 – 1596          | |
| 40 |          | Henry Sylvio                       | Francia                | 1598 – 1612          | |
| 41 |          | Sebastiano Fantoni                 |                        | 1612 – 1623          | |
| 42 |          | Gregorio Canali                    |                        | 1623 – 1631          | Pubblicò le Costituzioni carmelitane nel 1626, valide fino all'inizio del secolo XX.                |
| 43 |          | Teodoro Straccio                   |                        | 1631 – 1642          | |
| 44 |          | Alberto Massari                    |                        | 1642 – 1643          | |
| 45 |          | Leone Bonfigli                     |                        | 1643 – 1647          | |
| 46 |          | Giovanni Antonio Filippini         |                        | 1648 – 1654          | |
| 47 |          | Mario Venturini                    |                        | 1654 – 1660          | |
| 48 |          | Girolamo Ari                       |                        | 1660 – 1666          | |
| 49 |          | Matteo Orlandi                     |                        | 1666 – 1674          | |
| 50 |          | Francesco Scannapieco              |                        | 1674 – 1676          | |
| 51 |          | Ferdinando Tartaglia               |                        | 1680 – 1682          | |
| 52 |          | Angelo Monsignani                  |                        | 1682 – 1686          | |
| 53 |          | Paolo di Sant’Ignazio              |                        | 1686 – 1692          | |
| 54 |          | Juan Feyjóo González de Villalobos | Impero spagnolo        | 1644–1649            | Fu vescovo di Guadix-Baza (1702-1706)                                                               |
| 55 |          | Carlo Filiberto Berberi            |                        | 1698 – 1704          | |
| 56 |          | Angelo de Cambolas                 |                        | 1704 – 1710          | |
| 57 |          | Pedro Tomás Sanchez                |                        | 1710 – 1716          | |
| 58 |          | Carlo Cornaccioli                  |                        | 1716 – 1721          | Fu vescovo di Bobbio (1726-1737)                                                                    |
| 59 |          | Gaspare Pizzolanti                 |                        | 1721–1725            | Fu vescovo di Cervia (1727-1765)                                                                    |
| 60 |          | Antoine-Joseph-Aimable Feydeau     | Francia                | 1728 – 1730          | Fu vescovo di Digne (1730–1741)                                                                     |
| 61 |          | Ludovico Benzoni                   |                        | 1731 – 1738          | |
| 62 |          | Nicola Ricchiuti                   |                        | 1738 – 1742          | |
| 63 |          | Luigi Laghi                        |                        | 1742 – 1756          | |
| 64 |          | Gioacchino Maria Pontalti          |                        | 1756 – 1761          | Fu vescovo di Lesina e vescovo titolare di Ascalona.                                                |
| 65 |          | Mariano Ventimiglia                |                        | 1762 – 1768          | |
| 66 |          | José Alberto Ximenez               |                        | 1768 – 1780          | |
| 67 |          | Andrea Andras                      |                        | 1780 – 1788          | |
| 68 |          | Giovanni Tufano                    |                        | 1788 – 1790          | |
| 69 |          | Rocco Melchor                      |                        | 1794 – 1805          | |
| 70 |          | Timoteo Maria Ascensi              |                        | 1807 – 1814          | |
| 71 |          | Luigi Antonio Faro                 |                        | 1819 – 1825          | |
| 72 |          | Manuel Regidor y Brihuega          |                        | 1825 – 1832          | |
| 73 |          | Luigi Calamata                     |                        | 1832 – 1838          | |
| 74 |          | Giuseppe Cataldi                   |                        | 1838 – 1841          | |
| 75 |          | Giuseppe Palma                     |                        | 1841 – 3 aprile 1843 | Fu vescovo di Avellino.                                                                             |
| 76 |          | Agostino Maria Ferrara             |                        | 1843 – 1849          | |
| 77 |          | Giuseppe Raimondo Lobina           |                        | 1849 – 1854          | |
| 78 |          | Girolamo Priori                    |                        | 1854 – 1863          | |
| 79 |          | Elijah Magennis                    |                        | 1919 – 1931          | |
| 80 |          | Hilary Doswold                     |                        | 1947 – 1959          | |
| 81 |          | Kilian Lynch                       |                        | 1947 – 1959          | |
| 82 |          | Kilian Healy                       |                        | 1959 – 1971          | |
| 83 |          | Falco Thuis                        |                        | 1971– 1983           | |
| 84 |          | John Malley                        |                        | 1971 – 1983          | |
| 85 |          | Joseph Chalmers                    | Scozia                 | 1995 – 2007          | |
| 86 |          | Fernando Millán Romeral            | Spagna                 | 2007 – 2019          | |
| 87 |          | Míċéal O’Neill                     | Irlanda                | 2019 – presente      | |